# Asaad Kelada
Asaad Kelada (en arabe : أسعد قلادة), né le 11 mai 1940 au Caire, est un réalisateur et producteur égypto-américain.

## Filmographie
Réalisateur
- 1976 : Phyllis, 2 épisodes
- 1976-1978 : Rhoda (en), 7 épisodes
- 1977 : Busting Loose (en), 1 épisode
- 1977 : We've Got Each Other (en), 1 épisode
- 1977-1978 : The Tony Randall Show (en), 5 épisodes
- 1978 : Baby, I'm Back (en), 1 épisode
- 1978-1982 : WKRP in Cincinnati, 15 épisodes
- 1979-1980 : The Last Resort (en), 15 épisodes
- 1980 : Benson (en), 2 épisodes
- 1980-1985 : Drôle de vie (The Facts of Life), 77 épisodes
- 1981 : Au fil des jours (One Day at a Time), 1 épisode
- 1981 : The Two of Us (en), 4 épisodes
- 1981 : Park Place (en), 1 épisode
- 1982 : Report to Murphy (en), 1 épisode
- 1982 : The Facts of Life Goes to Paris (en)
- 1982-1988 : Sacrée Famille (Family Ties), 8 épisodes
- 1984 : Tribunal de nuit (Night Court), 2 épisodes
- 1984-1990 : Madame est servie (Who's the Boss?), 117 épisodes, également coproducteur de 51 épisodes
- 1985 : No Complaints!, réalisateur et producteur délégué
- 1986 : Valérie (The Hogan Family), 5 épisodes
- 1987 : Karen's Song (en), 3 épisodes
- 1988 : Frank's Place (en), 1 épisode
- 1988-1989 : Day by Day (en), 2 épisodes
- 1989 : The Ed Begley Jr. Show
- 1990 : Married People (en), 12 épisodes
- 1991 : Femmes d'affaires et Dames de cœur (Designing Women), 1 épisode
- 1991-1993 : The New WKRP in Cincinnati (en), 9 épisodes
- 1992 : Frannie's Turn (en), 4 épisodes
- 1993-1994 : George (en), 9 épisodes
- 1995 : An Affectionate Look at Fatherhood
- 1995-1996 : In the House (en), 12 épisodes
- 1996 : The Louie Show (en), 3 épisodes
- 1996-1997 : Sister, Sister, 16 épisodes
- 1999-2000 : Dharma et Greg (Dharma and Greg), 14 épisodes
- 2000 : The Michael Richards Show, 4 épisodes
- 2000-2001 : Tout le monde aime Raymond (Everybody Loves Raymond), 2 épisodes
- 2003 : Sabrina, l'apprentie sorcière (Sabrina, the Teenage Witch), 2 épisodes
- 2004 : Good Morning, Miami, 1 épisode
- 2004 : Une famille presque parfaite (Still Standing), 1 épisode
- 2005 : Mon oncle Charlie (Two and a Half Men), 2 épisodes
- 2006 : Alex Rose (Courting Alex), 3 épisodes
- 2008 : Happy Hour (en), 1 épisode
- 2009 : The Office, 1 épisode
- 2009 : Ruby & the Rockits (en), 2 épisodes
- 2016 : My America, 2 épisodes
- 2020 : Smartphone Theatre, 1 épisode